# Liste der Auszeichnungen von Volbeat

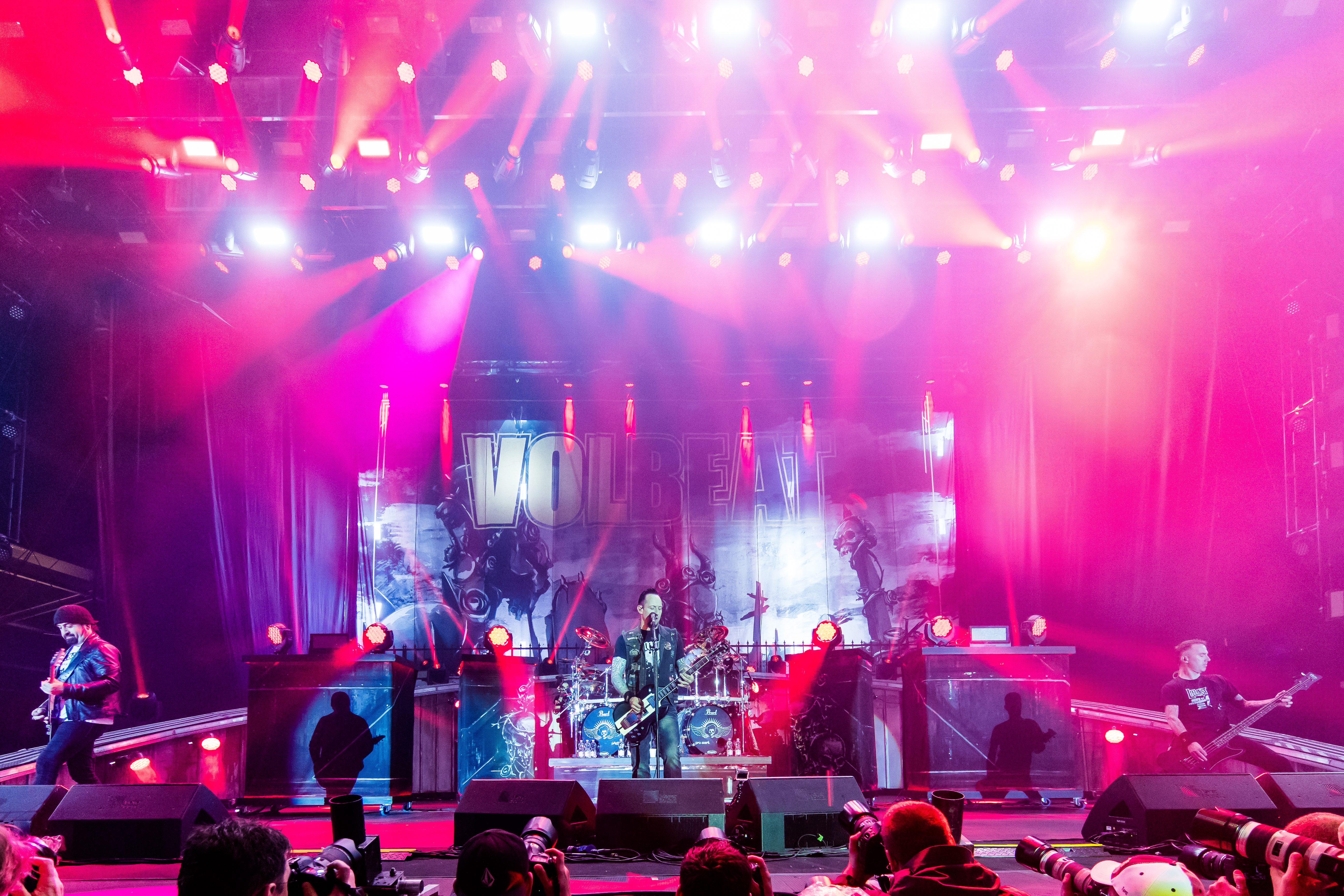
Volbeat live 2016

Die Liste ist eine Übersicht über die Auszeichnungen und Nominierungen der dänischen Metal-Band Volbeat. Gelistet werden sowohl Nominierungen und Auszeichnungen bei Preisverleihungen.

## Auszeichnungen

### Danish Metal Awards
Die Danish Metal Awards wurden zwischen 2005 und 2009 von verschiedenen dänischen Metalmagazinen vergeben. Volbeat gewannen fünf Preise bei 15 Nominierungen.
| Jahr | Kategorie             | für                                  | Resultat  |
| ---- | --------------------- | ------------------------------------ | --------- |
| 2005 | Album des Jahrs       | The Strength / The Sound / The Songs | Nominiert |
| 2005 | Debüt des Jahres      | The Strength / The Sound / The Songs | Gewonnen  |
| 2005 | Albumcover des Jahres | The Strength / The Sound / The Songs | Nominiert |
| 2005 | Liveband des Jahres   | Volbeat                              | Nominiert |
| 2006 | Liveband des Jahres   | Volbeat                              | Gewonnen  |
| 2007 | Album des Jahrs       | Rock the Rebel / Metal the Devil     | Gewonnen  |
| 2007 | Beste Produktion      | Rock the Rebel / Metal the Devil     | Nominiert |
| 2007 | Bestes Albumcover     | Rock the Rebel / Metal the Devil     | Nominiert |
| 2007 | Bestes Musikvideo     | Radio Girl                           | Nominiert |
| 2007 | Liveband des Jahres   | Volbeat                              | Nominiert |
| 2008 | Album des Jahrs       | Guitar Gangsters & Cadillac Blood    | Gewonnen  |
| 2008 | Beste Produktion      | Guitar Gangsters & Cadillac Blood    | Gewonnen  |
| 2008 | Bestes Albumcover     | Guitar Gangsters & Cadillac Blood    | Nominiert |
| 2008 | Bestes Musikvideo     | Maybellene i Hofteholder             | Nominiert |
| 2009 | Bestes Musikvideo     | We                                   | Nominiert |

### Danish Music Awards
Die Danish Music Awards werden seit 1989 von der dänischen Sektion des IFPI vergeben. Volbeat gewannen drei Preise bei 13 Nominierungen.
| Jahr | Kategorie                      | für                               | Resultat   |
| ---- | ------------------------------ | --------------------------------- | ---------- |
| 2008 | Dänisches Album des Jahres     | Rock the Rebel / Metal the Devil  | Nominiert  |
| 2008 | Dänisches Rockalbum des Jahres | Rock the Rebel / Metal the Devil  | Nominiert  |
| 2008 | Dänische Band des Jahres       | Volbeat                           | Nominiert  |
| 2008 | Bester Sänger                  | Michael Poulsen                   | Nominiert  |
| 2009 | Dänischer Newcomer des Jahres  | Volbeat                           | Nominiert  |
| 2009 | Dänisches Rockalbum des Jahres | Guitar Gangsters & Cadillac Blood | Nominiert  |
| 2010 | Dänische Band des Jahres       | Volbeat                           | Nominiert  |
| 2010 | Dänisches Rockalbum des Jahres | Beyond Hell / Above Heaven        | Nominiert  |
| 2013 | Dänischer Band des Jahres      | Volbeat                           | Gewonnen   |
| 2013 | Dänisches Rockalbum des Jahres | Outlaw Gentlemen & Shady Ladies   | Gewonnen   |
| 2017 | Dänische Liveband des Jahrs    | Volbeat                           | Gewonnen   |
| 2019 | Dänischer Band des Jahres      | Volbeat                           | Ausstehend |
| 2019 | Dänische Rockband des Jahres   | Volbeat                           | Ausstehend |

### Echo
Der Echo wurde von 1992 bis 2018 von der Deutschen Phono-Akademie vergeben. Volbeat gewannen einen Preis bei drei Nominierungen.
| Jahr | Kategorie                          | für                             | Resultat  |
| ---- | ---------------------------------- | ------------------------------- | --------- |
| 2011 | Rock / Alternative (international) | Beyond Hell / Above Heaven      | Nominiert |
| 2014 | Rock / Alternative (international) | Outlaw Gentlemen & Shady Ladies | Gewonnen  |
| 2017 | Band international                 | Seal the Deal & Let’s Boogie    | Nominiert |

### GAFFA-Prisen
Der GAFFA-Prisen wird seit 1991 vom dänischen Musikmagazin GAFFA vergeben. Volbeat gewannen fünf Preise bei acht Nominierungen.
| Jahr | Kategorie                            | für                             | Resultat  |
| ---- | ------------------------------------ | ------------------------------- | --------- |
| 2010 | Dänisches Hard-Rock-Album des Jahres | Beyond Hell / Above Heaven      | Gewonnen  |
| 2013 | Dänisches Hard-Rock-Album des Jahres | Outlaw Gentlemen & Shady Ladies | Gewonnen  |
| 2013 | Dänische Band des Jahres             | Volbeat                         | Nominiert |
| 2017 | Dänische Band des Jahres             | Volbeat                         | Gewonnen  |
| 2017 | Dänisches Album des Jahres           | Seal the Deal & Let’s Boogie    | Nominiert |
| 2017 | Dänisches Hard-Rock-Album des Jahres | Seal the Deal & Let’s Boogie    | Gewonnen  |
| 2017 | Dänischer Hit des Jahrs              | For evigt                       | Gewonnen  |
| 2017 | Dänische Liveband des Jahres         | Volbeat                         | Nominiert |

### Grammy Awards
Die Grammy Awards werden seit 1959 von der National Academy of Recording Arts and Sciences vergeben. Volbeat wurden einmal nominiert.
| Jahr | Kategorie              | für     | Resultat  |
| ---- | ---------------------- | ------- | --------- |
| 2014 | Best Metal Performance | Room 24 | Nominiert |

### iHeartRadio Music Awards
Die iHeartRadio Music Awards werden seit 2014 vom US-amerikanischen Radiosender iHeartRadio vergeben. Volbeat wurden bislang dreimal nominiert.
| Jahr | Kategorie           | für                        | Resultat   |
| ---- | ------------------- | -------------------------- | ---------- |
| 2017 | Rockband des Jahres | Volbeat                    | Nominiert  |
| 2017 | Rocksong des Jahres | The Devil’s Bleeding Crown | Nominiert  |
| 2022 | Rocksong des Jahres | Wait a Minute My Girl      | Ausstehend |

### Loudwire Music Awards
Die Loudwire Music Awards werden seit 2011 vom US-amerikanischen Onlinemagazin Loudwire vergeben. Volbeat erhielten vier Nominierungen.
| Jahr | Kategorie       | für                             | Resultat  |
| ---- | --------------- | ------------------------------- | --------- |
| 2012 | Best Rock Band  | Volbeat                         | Nominiert |
| 2013 | Best Rock Album | Outlaw Gentlemen & Shady Ladies | Nominiert |
| 2013 | Best Rock Song  | Lola Montez                     | Nominiert |
| 2016 | Best Rock Song  | The Devil’s Bleeding Crown      | Nominiert |

### Metal Hammer Awards
Die Metal Hammer Awards werden seit 2009 vom deutschen Magazin Metal Hammer Vergeben. Volbeat erhielten zwei Preis bei fünf Nominierungen.
| Jahr | Kategorie                 | für     | Resultat  |
| ---- | ------------------------- | ------- | --------- |
| 2009 | Aufsteiger                | Volbeat | Gewonnen  |
| 2011 | Beste internationale Band | Volbeat | Gewonnen  |
| 2013 | Metal Anthem              | Room 24 | Nominiert |
| 2014 | Beste Live-Band           | Volbeat | Nominiert |
| 2018 | Beste internationale Band | Volbeat | Nominiert |

### Metal Hammer Golden Gods Awards
Die Metal Hammer Golden Gods Awards werden seit 2003 vom britischen Magazin Metal Hammer vergeben. Volbeat erhielten zwei Nominierungen.
| Jahr | Kategorie               | für     | Resultat  |
| ---- | ----------------------- | ------- | --------- |
| 2011 | Breakthrough            | Volbeat | Nominiert |
| 2014 | Best international Band | Volbeat | Nominiert |

### MTV Europe Music Awards
Die MTV Europa Music Awards werden seit 1994 vom Fernsehsender MTV Europe vergeben. Volbeat erhielten zwei Nominierungen.
| Jahr | Kategorie                | für     | Resultat  |
| ---- | ------------------------ | ------- | --------- |
| 2007 | Bester dänische Künstler | Volbeat | Nominiert |
| 2008 | Bester dänische Künstler | Volbeat | Nominiert |

### P3 Guld
Der Preis P3 Guld wird seit 2001 vom dänischen Radiosender DR P3 vergeben. Volbeat erhielten vier Preise.
| Jahr | Kategorie              | für                      | Resultat |
| ---- | ---------------------- | ------------------------ | -------- |
| 2007 | Lieblingshit der Hörer | The Garden’s Tale        | Gewonnen |
| 2008 | Lieblingshit der Hörer | Maybellene i Hofteholder | Gewonnen |
| 2011 | Lieblingshit der Hörer | Fallen                   | Gewonnen |
| 2016 | Lieblingshit der Hörer | For evigt                | Gewonnen |

### Revolver Golden Gods Awards
Die Revolver Golden Gods Awards wurden von 2009 bis 2014 sowie 2016 als Revolver Music Awards vom US-amerikanischen Magazin Revolver vergeben. Volbeat erhielten vier Nominierungen.
| Jahr | Kategorie          | für                          | Resultat  |
| ---- | ------------------ | ---------------------------- | --------- |
| 2011 | Bestes Album       | Beyond Hell / Above Heaven   | Nominiert |
| 2013 | Beste Liveband     | Volbeat                      | Nominiert |
| 2016 | Album des Jahres   | Seal the Deal & Let’s Boogie | Nominiert |
| 2016 | Engagierteste Fans | Volbeat                      | Nominiert |

### Steppeulv
Der Steppeulv wird seit 2003 von der Vereinigung der dänischen Musikkritiker vergeben. Volbeat gewannen einen Preis bei vier Nominierungen.
| Jahr | Kategorie            | für             | Resultat  |
| ---- | -------------------- | --------------- | --------- |
| 2006 | Hoffnung des Jahres  | Volbeat         | Gewonnen  |
| 2006 | Sänger des Jahrs     | Michael Poulsen | Nominiert |
| 2006 | Komponist des Jahres | Michael Poulsen | Nominiert |
| 2009 | Orchester des Jahres | Volbeat         | Nominiert |

### Zulu Awards
Die Zulu Awards werden seit 2008 vom dänischen TV-Sender TV 2 Zulu vergeben. Volbeat gewannen einen Preis bei zwei Nominierungen.
| Jahr | Kategorie                   | für             | Resultat  |
| ---- | --------------------------- | --------------- | --------- |
| 2008 | Dänischer Sänger des Jahres | Michael Poulsen | Gewonnen  |
| 2009 | Dänischer Sänger des Jahrs  | Michael Poulsen | Nominiert |